# السنكسار

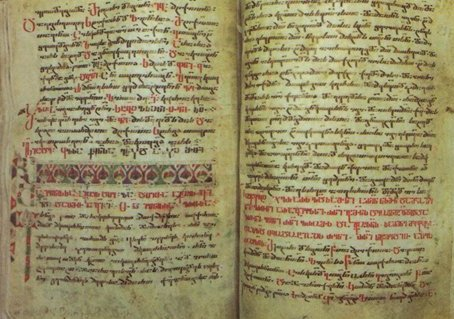

السِّنْكِسارُ (لفظة يونانية) أو «الجامع لأخبار الأنبياء والرسل والشهداء والقديسين المستعمل في كنائس الكرازة المرقسية في أيام وآحاد السنة التوتية» هو كتاب يستخدم في الكنيسة القبطية الأرثوذكسية، ويحوي أخبار وسير قديسين، مرتبة حسب الشهور المصرية. ويقرأ السنكسار في الكنائس أثناء القداس قبل قراءة الإنجيل كل يوم بعد قراءة فصل الإبركسيس، أي قصص وأعمال وسير الرسل.
وكلمة سنكسار أصلها اليونانى سيناكساريون ومعناها جامع أي جامع السير.
- السنكساريا البسيطة : قوائم القديسين مرتبة حسب ترتيب ذكرى ميلادهم، على سبيل المثال تقويم مورشيلي[2]
- السنكسار التاريخي : بما في ذلك ملاحظات السيرة الذاتية، على سبيل المثال كتاب خدمات الإمبراطور باسيليوس الثاني وسنكسار سيرموند.[2] الملاحظات الواردة في السنكساريا التاريخية هي ملخصات لتلك الموجودة في علم الدلالات العظيمة، أو مجموعات من حياة القديسين، لمدة اثني عشر شهرا من السنة.[2] بما أن دروس الفرض الإلهي البيزنطي هي في الغالب سيرة القديسين، فقد أصبح السنكسار عبارة عن مجموعة من السيرة القصيرة للقديسين والشهداء، ولكن أيضًا روايات الأحداث، والرؤى الشهيرة التي رآها القديسون وحتى الروايات المفيدة التي ذكراها يتم الاحتفاظ بها.[3][4]

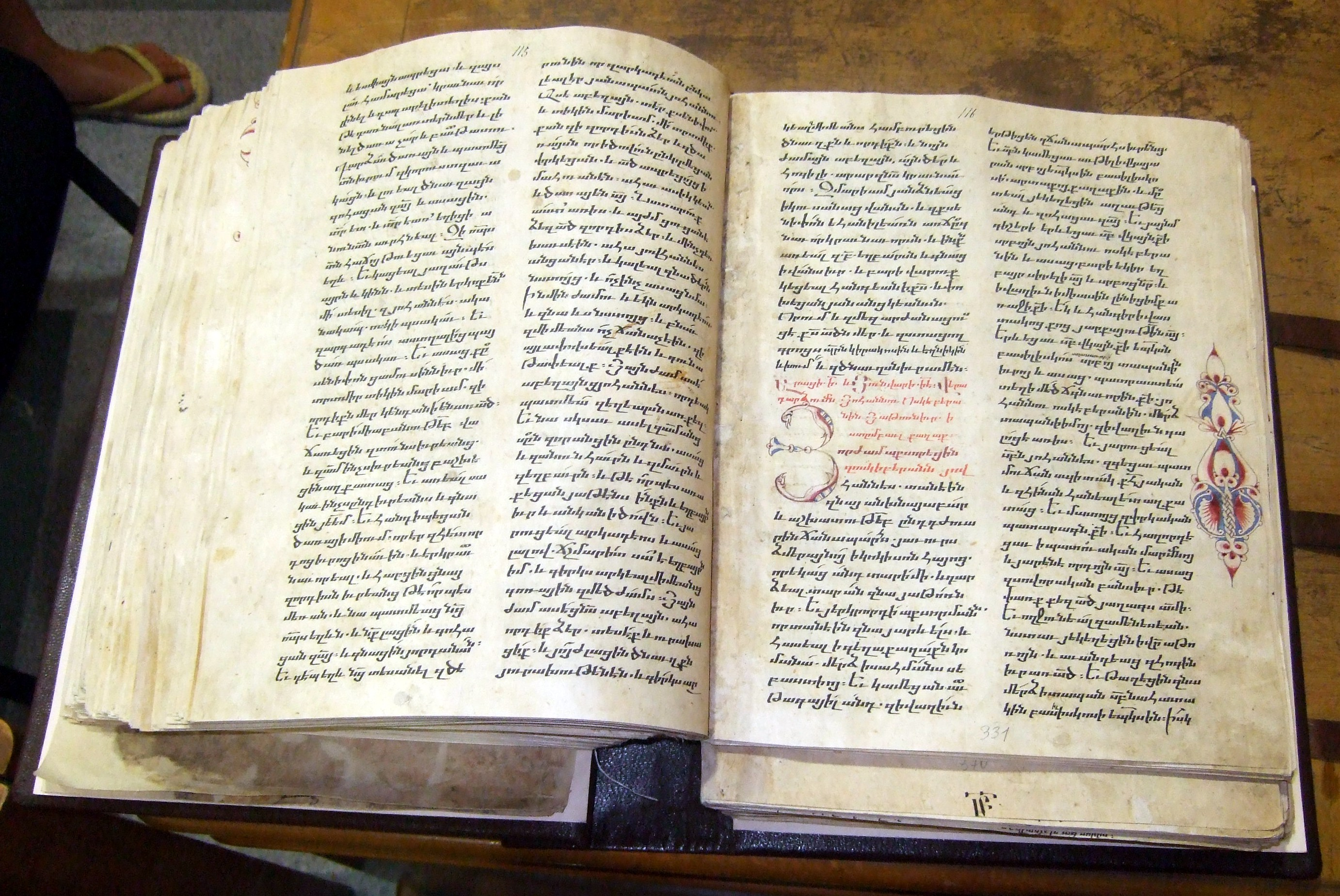

## ترتيب السنكسار
تم ترتيب السنكسار بحسب أيام السنة بحيث كل يوم من أيام السنة يقابله تذكار أو أكثر. لذلك فيتم قراءة السنكسار بشكل يومي في الكنيسة الأرثوذكسية في القداسات لمعرفة سير حياة القديسين والشهداء في الكنسية المسيحية أو المناسبات التي تقابل نفس اليوم.

## أمثلة
ويبدو أن أقدم السنكساريا التاريخية تعود إلى القرن العاشر. هناك عدد كبير من السنكساريا الموجودة في العصور الوسطى في المخطوطة. إنها مهمة لعلم الأوردة البيزنطية وتاريخ الكنيسة. تم تأليف أو جمع الحياة القصيرة التي تشكل الدروس من قبل كتاب مختلفين. من بين هذه سيميون ميتافراستيس هو الأكثر أهمية. الحسابات ذات قيمة تاريخية متفاوتة للغاية. أمر الإمبراطور باسيل الثاني (976-1025) بمراجعة السنكسار، الذي يشكل عنصرًا مهمًا في الطبعة الرسمية الحالية. لا يتم استخدام السنكسار الآن ككتاب منفصل؛ تم دمجها في المنيا.
تتم قراءة رواية القديس أو العيد في أورثروس بعد القصيدة السادسة من القانون. وهي مطبوعة في مكانها هنا، وتحمل في كل مرة اسم السنكسار كعنوان. السنكسار إذن في الاستخدام الحديث لا يعني المجموعة بأكملها، بل كل درس منفصل في المنايا وغيره من الكتب. مثال على هذا السنكسار (للسانت مارتن الأول، 13 أبريل) يمكن العثور عليه في نيلز، مرجع سابق. سيتي.، الأشعة تحت الحمراء، أنا، التاسع والأربعون. بعض الأمثلة الباقية من السنكساريا الإقليمية هي:
- السنكسار القبطي - المعروف أيضًا باسم السنكسار الإسكندرينوم، والذي تستخدمه الكنيسة القبطية الأرثوذكسية، وقد تمت كتابته باللغة القبطية (بالقبطية: ⲥⲩⲛⲁⲝⲁⲣⲓⲟⲛ)‏[6] قبل اعتماد اللغة العربية لغة رسمية لمصر.[7]
- السنكسار الإثيوبي - الذي ينتمي إلى الإثيوبيين - بدأه إغناطيوس جويدي في باترولوجيا أورينتاليس، وكذلك بواسطة واليس بودج.[8]
- تم نشر السنكسار الأرمني لإسرائيل - الذي تستخدمه الكنيسة الرسولية الأرمنية[9] في القسطنطينية عام 1834، ومرة أخرى في باترولوجيا أورينتاليس.
- السنكسار الجورجي - هناك أيضًا العديد من السنكساريا الجورجية، التي تعيش في حالات كاملة مختلفة.[10][2][11]
- علم الشهداء الروماني - الذي تستخدمه الكنيسة الرومانية الكاثوليكية لتقويم القديسين.[12]
- السنكسار العربي اليعقوبي - وتستخدمه الكنيسة السريانية الأرثوذكسية.

## الاستخدام البيزنطي
خلال الخدمات الإلهية الأرثوذكسية الشرقية، ستتم قراءة السنكسار (بمعنى السيرة القصيرة لقديسي اليوم) بعد الساعة السادسة من القانون في الصباح أو في القداس الإلهي. يمكن طباعة السنكساريا في مجلد منفصل أو يمكن تضمينها مع نصوص طقسية أخرى مثل مينيون أو هوروغليون.

## وصلات خارجية
- النص الكامل لكتاب السنكسار الخاص بالكنيسة القبطية
- السِّنْكِسارُ - المعجم الوسيط
- السنكسار اليومي